# Biologisch pigment

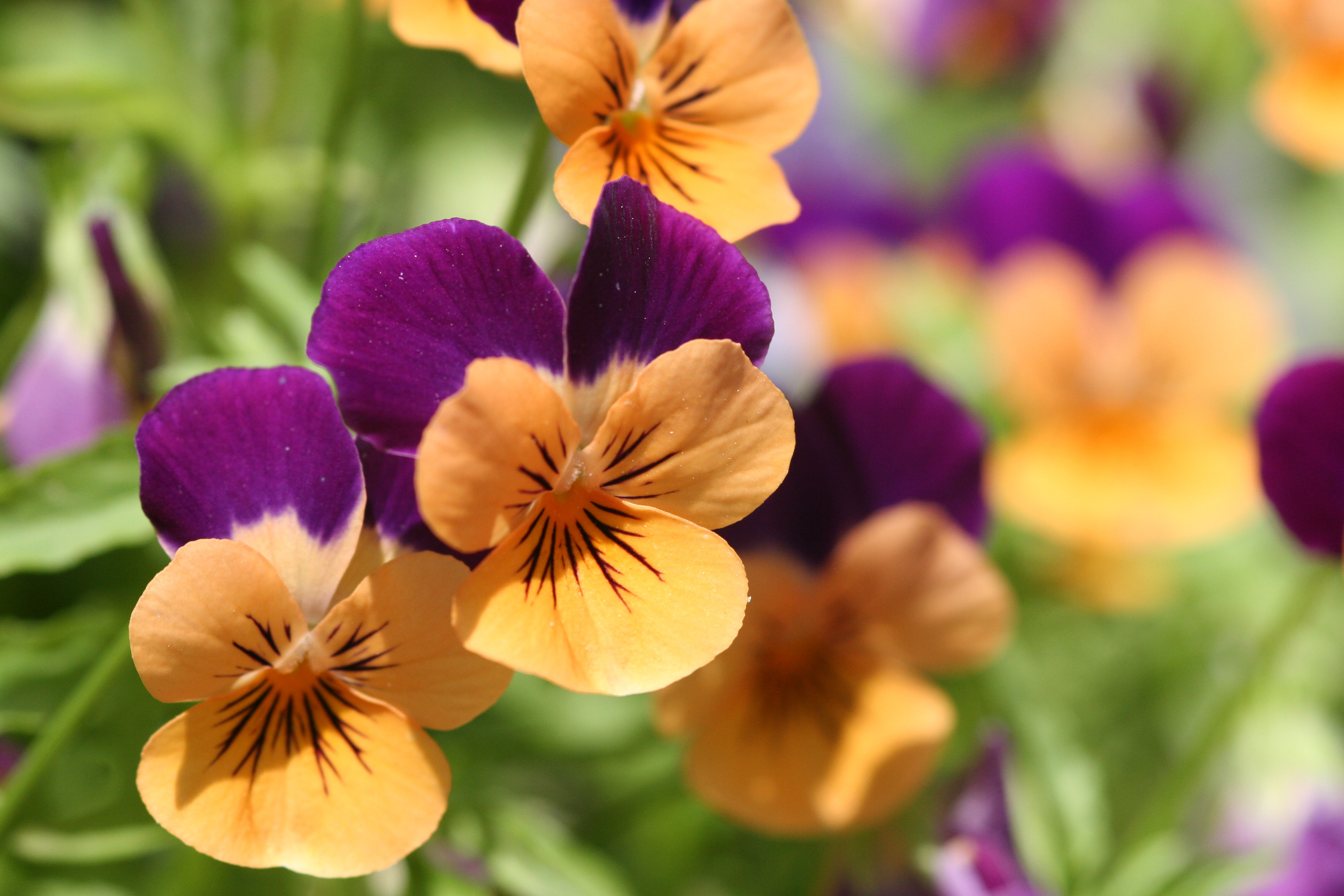
Pigment: Anthocyaan geeft dit viooltje de violette kleur, de gelig-oranje kleur komt van plastiden.

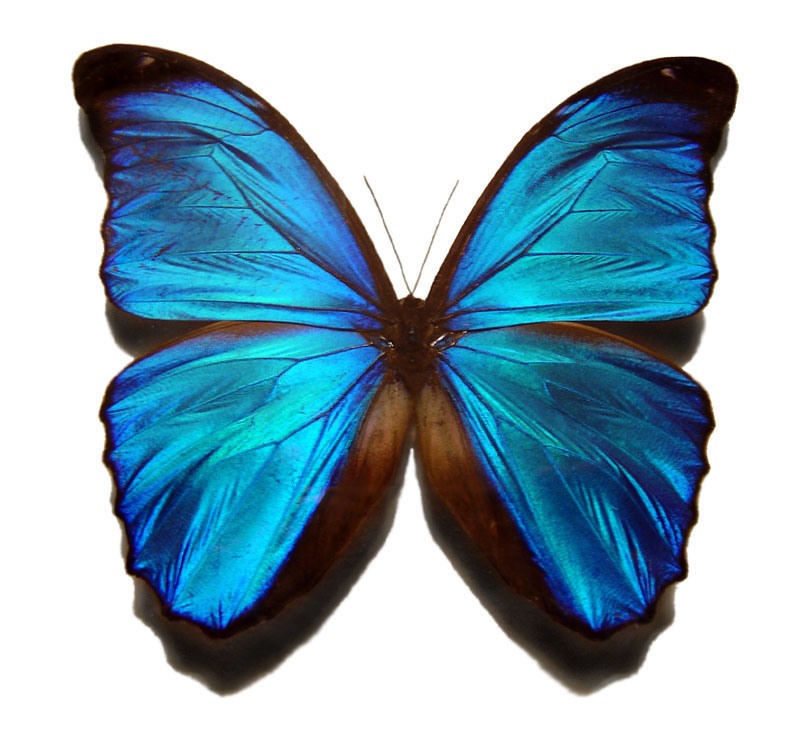
Geen pigment: De vlinder Morpho menelaus uit Zuid-Amerika verkrijgt zijn opvallende blauwe kleur door iriseren en niet door pigment. Dit verschijnsel is bij veel insecten en ook bij vogels bekend.

Biologische pigmenten, of kortweg pigmenten, zijn biologische kleurstoffen, kleurstoffen die worden aangemaakt door organismen. De belangrijkste plantaardige kleurstoffen zijn de fotosynthetische pigmenten, die zorg dragen voor de fotosynthese.  Biologisch pigment komt ook voor in veel dierlijke weefsels en organen, zoals de huid, ogen, bont, haar. Cellen van verschillende groepen organismen uit het dierenrijk, die pigment bevatten en dus een kleur hebben, worden ook wel chromatoforen genoemd.
Pigmenten ontlenen hun kleurwerking aan de absorptie van bepaalde golflengtes van het zichtbare licht. Een kleurstof die alle golflengten absorbeert geeft een zwarte kleur, een kleurstof die alle golflengten reflecteert is wit. Een pigment dat vooral rode, oranje en gele golflengtes absorbeert, zal een groenblauwe kleur vertonen. Pigmenten vertonen dus de kleuren van het spectrum die niet geabsorbeerd maar juist weerkaatst worden.

## Biologische pigmenten
- Anthocyanen, ongeveer 250 verschillende soorten
- Azopigment
- Bilirubine
- Carotenen, onder andere:
  - Alfacaroteen
  - Bètacaroteen
  - Lycopeen
- Chlorofyllen: a, b, c1, c2, d
- Erytrosine
- Hemocyanine
- Hemoglobine
- Cochenille (ofwel karmijn)
- Luciferinen (lichtgevend pigment)
- Melanine
- Rodopsine
- Ureum
- Xanthofyllen

## Pigmenten in planten

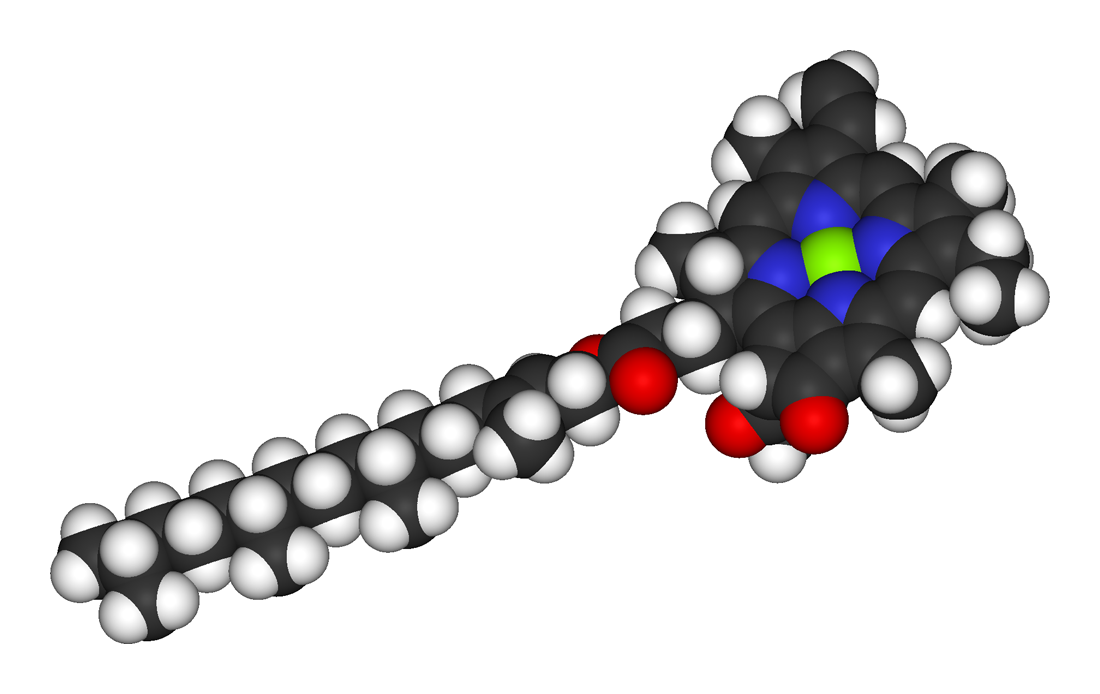
Een ruimtelijk model van een chlorofylmolecuul.

De voornaamste functie van pigmenten in planten is de fotosynthese, die groen pigment gebruikt, genaamd chlorofyl, samen met andere rode en gele pigmenten die planten helpen om zo veel mogelijk licht te vangen. 
Andere functies van pigment in planten is het aantrekken van insecten tot bloemen om de bestuiving te bevorderen.
Chlorofyl absorbeert geel en blauw licht terwijl het groen reflecteert. Omdat chlorofyl veel voorkomt in planten, hebben planten een groene kleur. De landplanten en groene algen hebben twee vormen van chlorofyl: chlorofyl a en chlorofyl b. Zeewier, diatomeeën, en andere fotosynthetische Chromista bevatten chlorofyl c in plaats van b, terwijl rode algen alleen chlorofyl a bevatten. 
Carotenoïden vormen een omvangrijke groep; het meest voorkomende pigment in de natuur. Er zijn meer dan 600 moleculen bekend; van gele tot roodachtige kleurstoffen, die vooral in de chromoplasten van planten en in bacteriën voorkomen. De meest bekend carotenoïde is caroteen dat in wortelen voorkomt. Ook bekend is luteïne, een geel pigment dat in vruchten en groenten voorkomt. Daarnaast is lycopeen bekend dat de rode kleur in tomaten veroorzaakt. Carotenoïde hebben een anti-oxidante werking en zijn goed voor de ogen van mensen. 
Anthocyanen zijn kleurstoffen die in de celvacuole van hogere planten voorkomen, vooral in de epidermiscellen en behoren tot de flavonoïden. Er zijn ongeveer 250 verschillende anthocyanen bekend. Ze komen overal in de plant voor, maar vooral in bloemen, vruchten en bladeren. Het geeft aan rodekool zijn specifieke paarsrode kleur. Anthocyanen zorgen voor de rode herfstkleuren van bladeren. Anthocyanen zijn in voeding toegelaten onder E-nummer E163.

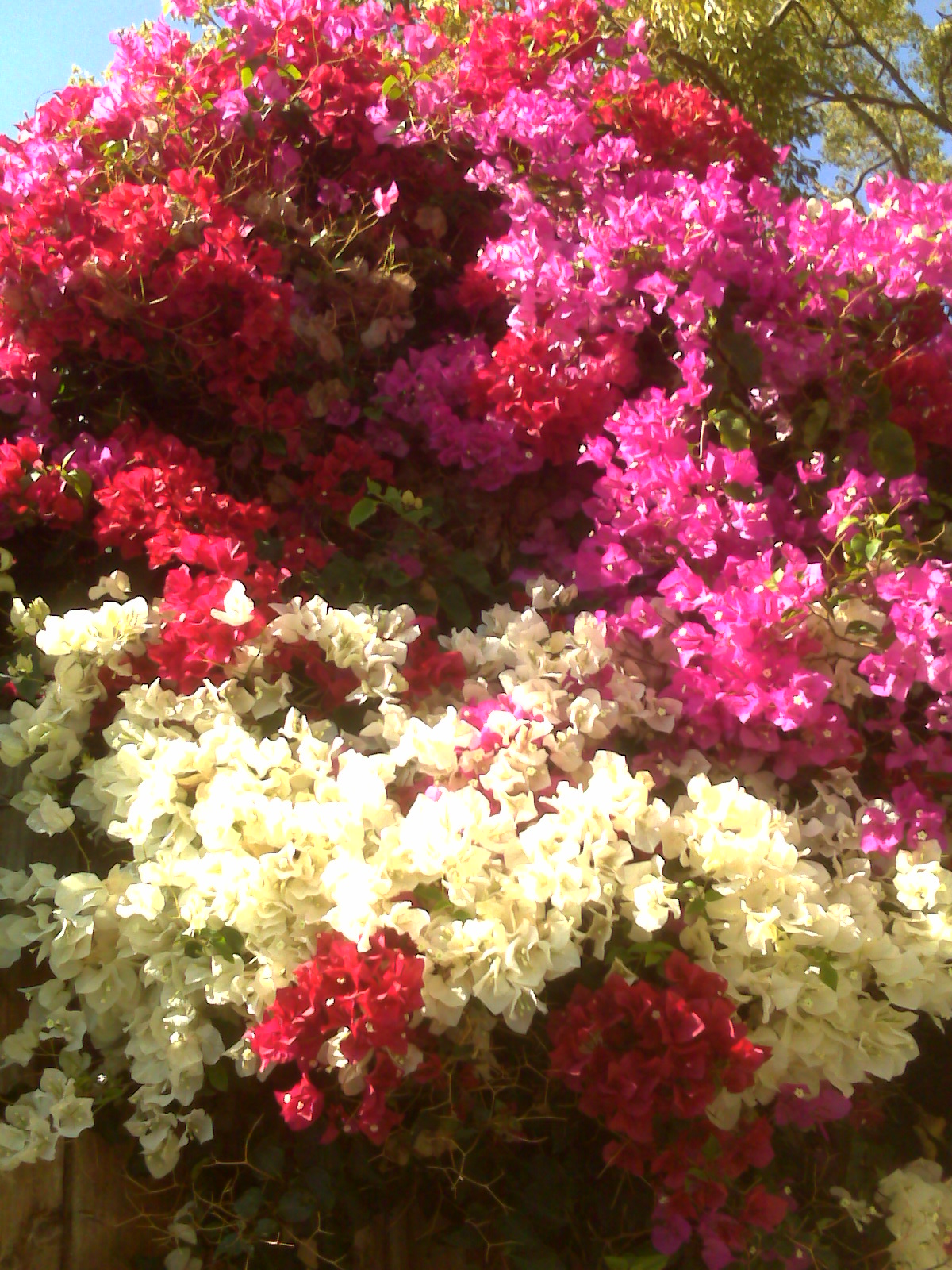
Bougainvillea-schutbladeren krijgen hun kleur van betalaïne.

Betalaïnen zijn een klasse van rode (betacyaninen) of gele pigmenten (betaxanthinen) te vinden bij planten. Het zijn net als anthocyanen wateroplosbare pigmenten, gevonden in de vacuoles van plantencellen, maar in tegenstelling tot de anthocyanen zijn het indool-afgeleide componenten, gesynthetiseerd uit tyrosine. Ze zijn onder andere verantwoordelijk voor de dieprode kleur van rode bieten en worden commercieel als voedingskleurstoffen gebruikt. Ze komen nooit samen voor in planten met anthocyanen. De naam "betalaïne" is afkomstig van de wetenschappelijke naam van de biet (Beta vulgaris), waaruit als eerste betalaïnen geëxtraheerd werden. Betalaïnen kunnen voorkomen in eender welk deel van de plant, zoals de kroonbladen van bloemen, vruchten, bladen, stengels en wortels.

## Pigmenten in dieren
Veel diersoorten gebruiken biologische pigmenten om zich door camouflage en mimicry onopvallend te maken, of juist om eventuele predatoren af te schrikken middels opvallende, aposematische kleuring. Tevens wordt pigment binnen de soort gebruikt om onderlinge signalen af te geven ten behoeve van de voortplanting. Het pigment rodopsine speelt een rol in ogen om licht op te vangen voor het zicht. Huidpigmenten zoals melanine beschermen mens en dier tegen de schadelijke werking van ultraviolette straling.  
Soms hebben biologische stoffen een kleur zonder dat dit een specifiek doel heeft; zoals het rode hemoglobine dat zuurstof vervoert in bloed. 

### Pigmentziekten
Er bestaan verscheidene soorten pigmentziekten. In medische termen noemt men ze huidaandoeningen. Een huidaandoening wordt gekenmerkt door een afwijking van de hoeveelheid pigment in de huid, ogen of haar ten opzichte van wat gebruikelijk is. Minder pigment dan normaal noemt men hypopigmentatie waarvan albinisme en vitiligo voorbeelden zijn. Meer pigment dan normaal noemt men hyperpigmentatie waarvan melasma, pityriasis versicolor voorbeelden zijn. Het belangrijkste pigment voor mensen is melanine. De afwijking kan beperkt zijn maar zich ook uitstrekken over de hele huidoppervlakte.
Enkele voorbeelden van huidaandoeningen zijn:
- Albinisme is het aangeboren ontbreken van het pigment melanine in haar of huid, wat resulteert in een gedeeltelijk of geheel witte huid en rode ogen.
- Ichthyosis vulgaris 'vissenschubziekte' een erfelijke aandoening wordt veroorzaakt doordat filaggrine uitgeschakeld is. Bij deze ziekte zit de huid te strak rond het lichaam doordat hij te droog is.
- Melasma staat ook bekend als chloasma of zwangerschapsmasker als het een zwangere betreft. Het is een donkere verkleuring in het gezicht. Het treedt vooral op bij vrouwen die zwanger zijn of hormonen gebruiken, hetzij als anticonceptie hetzij als hormoonsuppletietherapie
- Vitiligo ook leukoderma genoemd. Het is een huidziekte, waarbij bepaalde pigmentafwijkingen optreden vanwege verstoringen in de productie van het huidpigment melanine.

### Pigmenten in zeedieren
Carotenoïde is het meest voorkomende pigment in de natuur. Het meest voorkomende carotenoïde is astaxanthine, een purperblauw of groen pigment. Dit pigment zit bijvoorbeeld in zeekreeften.

## Gebruik
Een aantal biologische pigmenten werd in de industrie tot ongeveer 1900 voor de productie van grondstoffen gebruikt. Deze pigmenten werden uit (producten van) dieren en planten gehaald, zoals indischgelb dat werd geëxtraheerd uit de urine van koeien. Vanaf de industriële revolutie worden de pigmenten kunstmatig gesynthetiseerd.
| Pigment                | Herkomst                                     | Kleur                 |
| ---------------------- | -------------------------------------------- | --------------------- |
| Indischgelb            | Koe-urine                                    | geel                  |
| Crocine                | Saffraan (Crocus sativus)                    | geel                  |
| Purper                 | Purperslak                                   | purperrood            |
| Alizarine en purpurine | Wortel van de meekrap (Rubia tinctorum)      | Turks rood of krablak |
| Karmijn                | Cochenilleluis (Dactylopius coccus)          | rood                  |
| Karmozijn              | Oosterse karmozijnbes (Phytolacca esculenta) | roodbruin             |
| Indigo                 | indigoplant (Indigofera spp.)                | blauw                 |
| "Pastel"               | Bladeren van de wede (Isatis tinctoria)      | blauw                 |

Sommige pigmenten worden gebruikt als voedselsupplement.